# Cevico de la Torre
Cevico de la Torre is een gemeente in de Spaanse provincie Palencia in de regio Castilië en León met een oppervlakte van 50,85 km². Cevico de la Torre telt 503 inwoners (1 januari 2016).

## Demografische ontwikkeling
Bron: INE, 1857-2011: volkstellingen